# Battaglia di Bazeilles

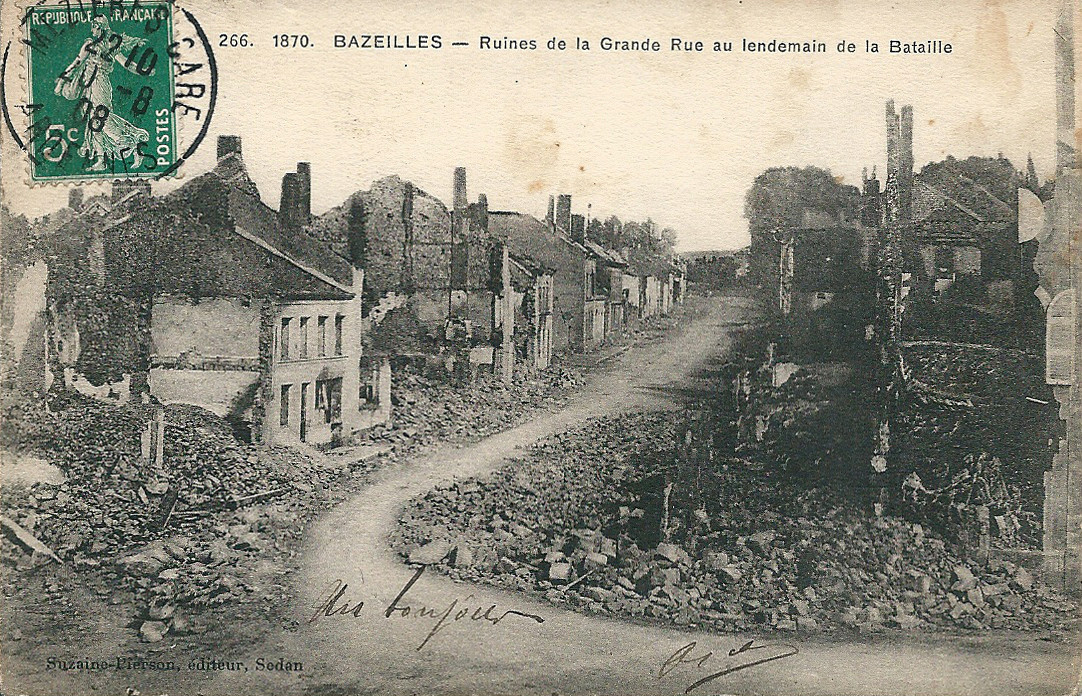
Le rovine di Bazeilles dopo la battaglia

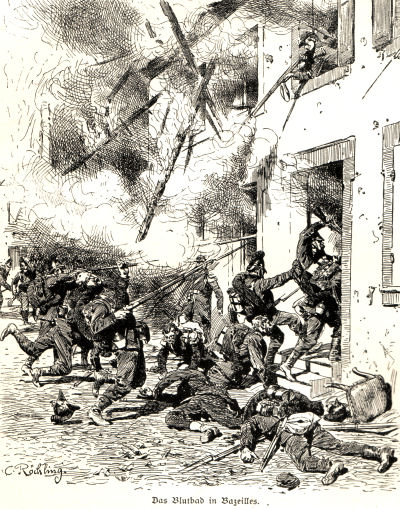
Das Blutbad in Bazeilles. Le truppe bavaresi subiscono un'imboscata da parte delle truppe di marina francesi nascoste in una casa

La battaglia di Bazeilles, episodio della più ampia battaglia di Sedan, fu combattuta il 1º settembre 1870 e fu uno dei primi scontri a presentare tattiche moderne di guerra urbana. Lo scontro ebbe luogo a Bazeilles, un piccolo villaggio nel dipartimento di Ardenne vicino a Sedan, e coinvolse truppe bavaresi, fanti di marina francesi e partigiani.
La battaglia fu, in effetti, un'imboscata tesa ai bavaresi (alleati dei Prussiani) da un piccolo distaccamento di Troupes de marine della "Divisione Blu" al comando di Élie de Vassoigne. Cecchini delle truppe di marina e partigiani aprirono il fuoco sulle truppe bavaresi usando fucili Chassepot.
Sebbene in inferiorità numerica di dieci a uno, i francesi tennero il villaggio finché Napoleone III non diede l'ordine di ritirarsi. Un piccolo gruppo al comando di Arsène Lambert rimase nell'ultima casa sulla strada per Sedan, l'Auberge Bourgerie, combattendo fino all'ultimo proiettile per coprire la ritirata. Dopo sette ore di scontri, le truppe bavaresi presero il villaggio. I partigiani catturati, insieme ad altri civili considerati combattenti irregolari, furono giustiziati.
Riferendosi ai soldati francesi coinvolti nella battaglia di Bazeilles, il generale de Vassoigne osservò: "Le troupes de marine hanno combattuto oltre i limiti estremi del servizio".
L'anniversario della battaglia di Bazeilles è ancora celebrato dalle Troupes de marine.

## La battaglia
Il giorno prima della battaglia, l'avanguardia bavarese, pur incontrando una fiera resistenza francese, aveva impedito la demolizione di un ponte ferroviario a sud di Bazeilles. Quella sera i bavaresi si attestarono su una testa di ponte a nord della Mosa. La notte successiva l'esercito francese si assicurò il controllo di Bazeilles con la fanteria e le truppe di marina della "Divisione Blu", che avevano l'ordine di difendere il villaggio fino all'ultimo colpo. Strade e case furono barricate per la difesa.
La mattina del 1º settembre 1870 alle 4:00, mentre il capo di stato maggiore Helmuth von Moltke stava ancora guidando le truppe al fronte, il comandante del Primo Corpo d'Armata Reale Bavarese, generale Ludwig von der Tann, agendo forse in modo avventato per ambizione personale, ordinò l'attacco a Bazeilles. A causa della scarsità di luce del primo mattino, le unità bavaresi subirono in breve tempo pesanti perdite nei combattimenti casa per casa. Le truppe bavaresi dovettero essere continuamente rinforzate nel corso della mattinata, tanto che alle 9 del mattino tutta la 1ª divisione e parte della 2ª divisione erano coinvolte nello scontro. Alle 11:00 i francesi iniziarono a ritirarsi poiché l'area tra Bazeilles e Sedan non poteva più essere tenuta.
Civili francesi parteciparono attivamente alla battaglia, sparando sulle truppe bavaresi e prendendosi cura dei feriti. I soldati bavaresi, irritati dalle vittime causate dai combattenti irregolari, uccisero molti civili dando fuoco alle case da cui provenivano i colpi. A mezzogiorno l'intero villaggio era in fiamme.

## Perdite
L'esercito francese subì 2 655 vittime mentre quello bavarese perse 213 ufficiali e 3 876 soldati. Anche se la propaganda francese sostenne che da parte bevarese ci furono massacri di uomini, donne e bambini, un'indagine ufficiale francese ha rilevato che nello scontro morirono 39 civili. Secondo alcuni storici, invece, i civili uccisi, feriti o dispersi a causa dei combattimenti diretti furono 31. Altre 150 persone morirono nei mesi successivi per ferite.
La battaglia di Bazeilles fu un triste episodio per l'esercito bavarese: il generale Carl Von Helvig lo considerò "un sanguinoso tributo all'onore militare bavarese, un onorevole mastice per l'unità tedesca". Per molti artisti e illustratori militari della fine del XIX secolo, come Michael Zeno Diemer, Anton von Werner, Otto von Faber du Faur, Friedrich Bodenmüller, Franz Adam, Carl Röchling, Richard Knötel e il francese Alphonse-Marie-Adolphe de Neuville, lo scontro di Bazeilles fu un motivo ispiratore.
Ancor oggi le Troupes de marine francesi riconoscono nella difesa dell'ultima casa sulla strada di Sedan un evento identitario.